# Temour Iakobachvili
Temour Iakobachvili (en géorgien: თემურ იაკობაშვილი), né le 3 septembre 1967, est un politologue, diplomate et homme politique géorgien. Ministre d'État à la Réintégration à partie de 2008, il a été nommé vice-premier ministre en 2009. Le 20 novembre 2010, sa nomination comme ambassadeur aux États-Unis est annoncée. Il a démissionné le 8 novembre 2013 après un changement de gouvernement en Géorgie.

## Vie personnelle
Iakobachvili est né dans une famille juive géorgienne à Tbilissi. Il est diplômé du Département de physique de l'Université d'État de Tbilissi en 1984. Il suit des cours de diplomatie à l'université d'Oxford et à l'université de Birmingham en 1998, au World Fellows Program (en) de l'université Yale en 2002 et à la John F. Kennedy School of Government de l'université Harvard en 2003. Il est marié à Yana Fremer et a deux enfants, Giorgi Fremer et Miriam Yakobashvili. Il parle géorgien, russe, hébreu et anglais.

## Carrière professionnelle
De 1990 à 2001, il travaille pour le ministère des Affaires étrangères de Géorgie, où il est le dernier directeur du département des États-Unis, du Canada et de l'Amérique latine. De 2001 à 2008, il est cofondateur et vice-président exécutif de la Fondation géorgienne pour les études stratégiques et internationales (en), le plus grand groupe de réflexion du Caucase du Sud. Il est également cofondateur et membre des conseils d'administration du Conseil géorgien des relations extérieures et du Conseil atlantique de Géorgie, et membre du conseil d'administration de l'Institut géorgien des affaires publiques. Il est l'auteur de plusieurs publications sur la sécurité nationale, la gestion des conflits et les relations extérieures.
Le 31 janvier 2008, il est nommé par le président géorgien Mikheil Saakachvili au poste de ministre pour la réconciliation et de l'égalité civique de Géorgie. Il est l'architecte de la stratégie d'engagement de la Géorgie avec les régions occupées par la Russie d'Abkhazie et d'Ossétie du Sud, qui vise à "promouvoir l'interaction entre les populations divisées de Géorgie, actuellement séparées par des lignes d'occupation",.
Le 20 novembre 2010, sa nomination comme ambassadeur aux États-Unis est annoncée. En février 2012, il reçoit l'Ordre présidentiel d'excellence.
La victoire du "rêve géorgien" aux élections législatives en Géorgie le 1er octobre 2012 et la formation d'un nouveau gouvernement sous Bidzina Ivanichvili le 25 octobre conduisent à des changements de personnel diplomatique. L'ambassadeur Iakobachvili annonce sa démission le 8 novembre suivant. Le président Mikheil Saakachvili hésitant avec l'approbation des nouveaux ambassadeurs suggérés par le nouveau gouvernement, Yakobashvili reste à poste jusqu'en mars 2013, moment où son successeur Archil Gegeshidze (en) est nommé.